# Ligament carré
Le ligament carré (ou ligament carré de Denucé ou ligament radio-cubital ou ligament inférieur de l'articulation du coude) est un des ligaments de l'articulation radio-ulnaire proximale.

## Description
Le ligament carré est une bande fibreuse située sous l'articulation radio-ulnaire proximale. Il relie le bord inférieur de l'incisure radiale de l'ulna avec le la face médiale du col du radius. Ses bords sont renforcés par les fibres du bord supérieur du ligament annulaire du radius. Le ligament mesure 11 mm de longueur, 8 mm de largeur et 1 mm d'épaisseur.

## Anatomie fonctionnelle
Le ligament carré renforce la partie inférieure de la capsule de l'articulation du coude et contribue à la stabilité articulaire en fixant le radius proximal contre l'incisure radiale.
Il limite la supination (restriction de 10 à 20°) et, dans une moindre mesure, la pronation (5–8°).

## Historique
Le ligament carré a été décrit pour la première fois par le chirurgien français Jean Denucé en 1854 mais sa fonction et même sa présence ont été contestées dans la littérature anatomique depuis.
Il a reçu peu d'attention avant que Nomina Anatomica Parisiensia ne le reconnaisse comme une structure fonctionnelle en 1955. Martin 1958 n'a trouvé aucune preuve de l'existence du ligament et l'a décrit comme "rien de plus qu'une fine couche fibreuse" de la capsule articulaire en accord avec la note de Denucé selon laquelle le ligament pourrait être considéré comme une simple extension de l'évidement synovial ou une extension du ligament annulaire.
En 1970, Spinner Kaplan le décrive comme un ligament ayant un bord antérieur plus épais que le bord postérieur avec une fine portion centrale. Cette description n'a pas été corroboré par Tubbs, Shoja et Khaki Lyerly en 2006 bien qu'ils reconnaissent l'existence du ligament, ils le décrivent comme fin.